# Лисоне
Лисоне (итал. Lissone) је насеље у Италији у округу Монца и Бријанца, региону Ломбардија.
Према процени из 2011. у насељу је живело 37353 становника. Насеље се налази на надморској висини од 192 м.

## Становништво
| 1936.  | 1951.  | 1961.  | 1971.  | 1981.  | 1991.  | 2001.  | 2011.  |
| ------ | ------ | ------ | ------ | ------ | ------ | ------ | ------ |
| 15.277 | 18.931 | 24.523 | 30.377 | 30.276 | 32.177 | 34.450 | 42.220 |